# Afroneta altivaga
Afroneta altivaga är en spindelart som beskrevs av Holm 1968. Afroneta altivaga ingår i släktet Afroneta och familjen täckvävarspindlar.
Artens utbredningsområde är Kongo. Inga underarter finns listade i Catalogue of Life.